# Irina Alekseyeva
Pour les articles homonymes, voir Alekseyeva.
Irina Alekseyeva (en russe : Ирина Алексеева), née le 20 avril 2002  à Moscou, est une gymnaste artistique russe.

## Carrière
Elle remporte la médaille d'or du concours par équipes des Championnats d'Europe de gymnastique artistique féminine 2018 à Glasgow et la médaille d'argent du concours par équipes des Championnats du monde de gymnastique artistique 2018 à Doha.